# Прокино (Шекснинский район)
Прокино — деревня в Шекснинском районе Вологодской области.
Входит в состав сельского поселения Юроченского, с точки зрения административно-территориального деления — в Юроченский сельсовет.
Расстояние по автодороге до районного центра Шексны — 38 км, до центра муниципального образования Юрочкино — 2 км. Ближайшие населённые пункты — Ханево, Юрочкино, Тяпино.
По переписи 2002 года население — 6 человек.